# Ambacourt
Ambacourt ([ɑ̃baˈkuʁ] ) ist eine französische Gemeinde mit 290 Einwohnern (Stand: 1. Januar 2022) im Département Vosges in der Region Grand Est. Sie gehört zum Arrondissement Neufchâteau (bis 2024 Arrondissement Épinal) und ist Mitglied im Gemeindeverband Communauté de communes de Mirecourt Dompaire. Die Bewohner werden Ambacurtiens und Ambacurtiennes genannt.

## Geografie
Die Gemeinde Ambacourt liegt etwa 40 Kilometer südlich von Nancy und 40 Kilometer nordwestlich von Épinal, unweit der Grenze zum Département Meurthe-et-Moselle. Die nächstgelegenen Kleinstädte sind Mirecourt in sieben und Charmes in zwölf Kilometern Entfernung.

Blick über den Madon nach Ambacourt

Der Mosel-Zufluss Madon bildet die nordöstliche Gemeindegrenze. Südwestlich und südöstlich des Ortes Ambacourt fließen die Bäche Ruisseau des Vraines, Le Hainveau Ruisseau und Le Xouillon Ruisseau in den Madon. Das 6,76 km² große Gemeindegebiet von Ambacourt umfasst einen Abschnitt des mittleren Madontales. Das Madonufer liegt auf 258 m; die umliegenden Hügel erreichen Höhen von 346 m (Haut de la Rappe) bzw. 334 m (Le Haut de Battange). Das Dorf Ambacourt zieht sich am nördlichen, linken Ufer des Madon hin. Die nordwindgeschützter Lage ermöglicht hier den Anbau von Weinreben – eine Rarität im Département Vosges. Die nächsten größeren Weinbauareale findet man erst etwa 45 Kilometer weiter nordwestlich nahe Toul. Der Waldanteil am Gemeindegebiet von Ambacourt beträgt ca. 25 % (Les Tailottes im Nordwesten und Boid d’Ormont im Nordosten). Der weitaus größte Teil der Gemeindefläche besteht aus Acker- und Wiesenland. Zu Ambacourt gehören die Ortsteile und Weiler Les Poiriottes, Moulin Collot, Ferme de Bellevue und Ferme de Trimoulot. Nachbargemeinden von Ambacourt sind Pont-sur-Madon im Norden, Bettoncourt im Osten, Chauffecourt im Südosten, Poussay im Südwesten, Frenelle-la-Grande im Westen sowie Bouzanville im Nordwesten.

## Geschichte
Der Ort Ambacourt taucht 1051 erstmals in einer Urkunde als Teil der Abtei Chaumousey auf. Die Existenz einer Kirche im Dorf wurde zum ersten Mal im Jahr 1119 beurkundet. Während des Mittelalters war Ambacourt auch abhängig von der Vogtei in Mirecourt. Die Abgaben der Bewohner beliefen sich auf Hafer, Weizen und Geflügel (je eine Henne zu St. Martin).
Herzog Leopold übertrug 1714 Rene Thieriet, dem Herren und Grundbesitzer von Ambacourt, die Hohe Gerichtsbarkeit
1790 kam Ambacourt zunächst zum Kanton Mirecourt, wechselte 1801 zum Kanton Charmes und gehört seit 1833 wieder zum Kanton Mirecourt. Die Kirche St. Peter entstand 1842 unter der Schirmherrschaft des Abtes von Chaumousey anstelle eines maroden Vorgängerbaues. Die Pfarrei Ambacourt ist Teil des Dekanates Saintois in der Diözese Saint-Dié. Das Rathaus- und Schulgebäude (Mairie-école) wurde 1865 errichtet.

### Bevölkerungsentwicklung
| Jahr      | 1962 | 1968 | 1975 | 1982 | 1990 | 1999 | 2008 | 2020 |
| Einwohner | 189  | 185  | 177  | 215  | 275  | 277  | 273  | 282  |

Im Jahr 1876 wurde mit 345 Bewohnern die bisher höchste Einwohnerzahl ermittelt. Die Zahlen basieren auf den Daten von cassini.ehess und INSEE.

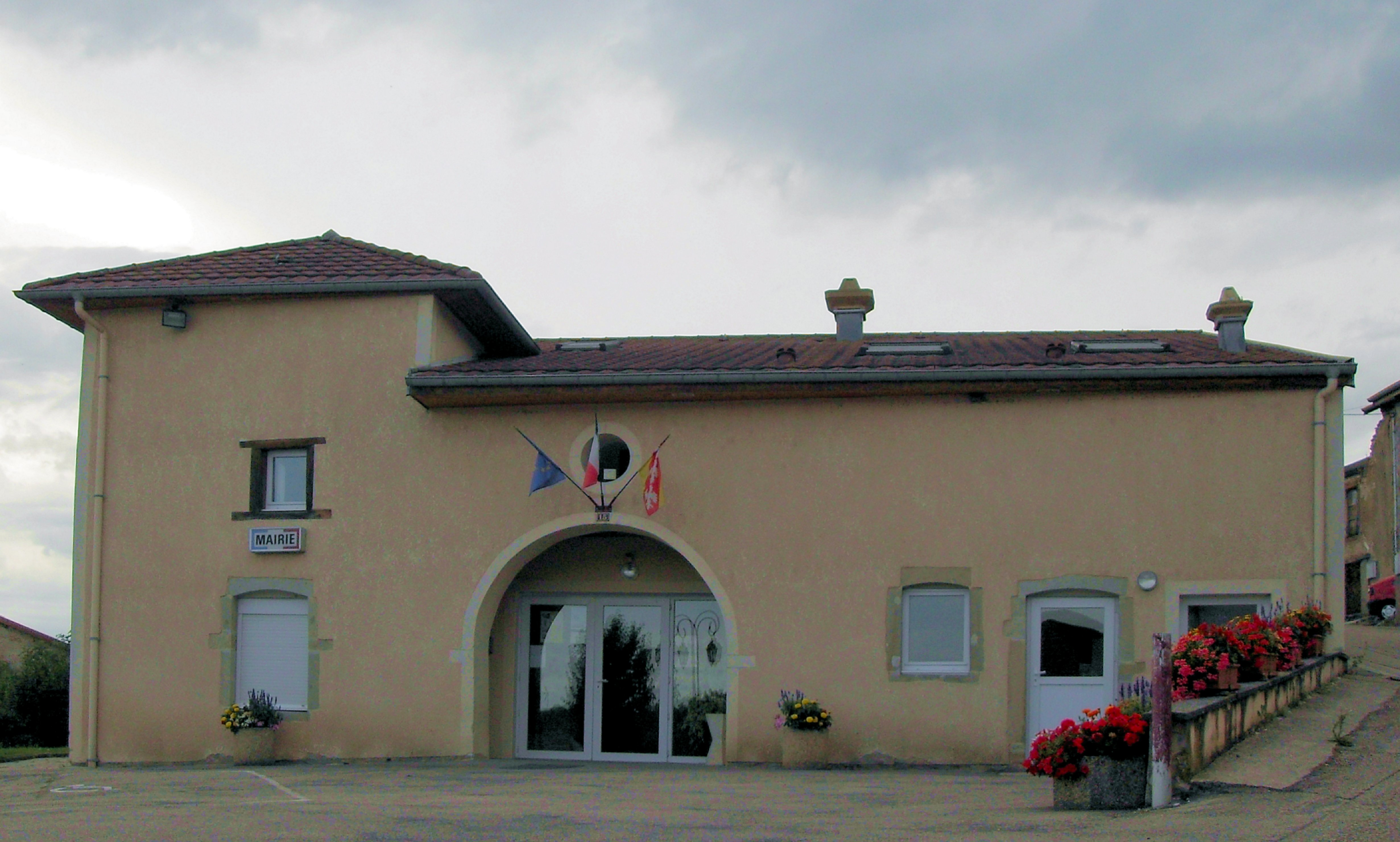
Mairie Ambacourt

## Sehenswürdigkeiten

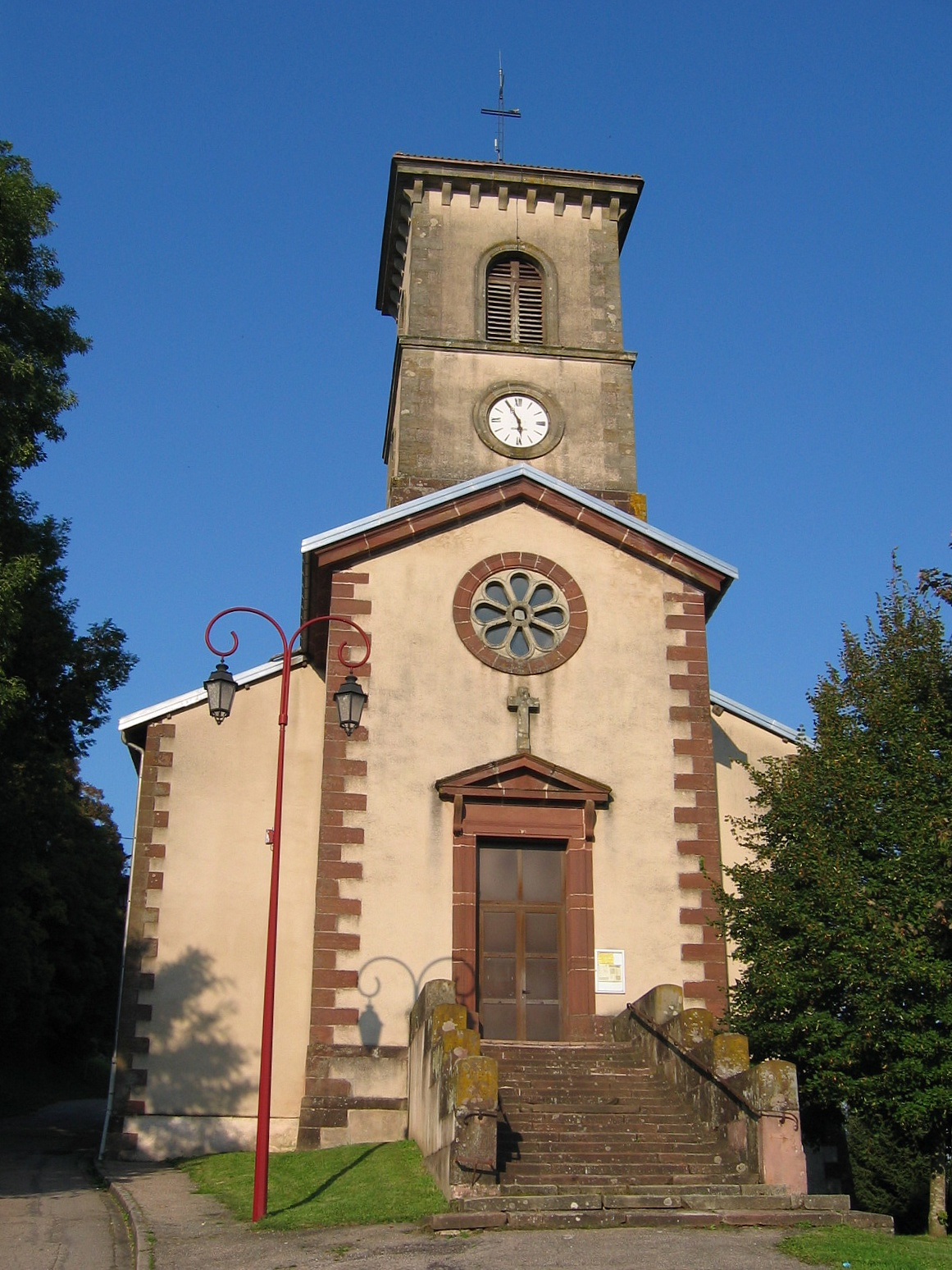
Kirche Saint-Pierre

- Kirche Saint-Pierre
- Lavoir und zahlreiche Brunnen

## Wirtschaft und Infrastruktur
Ambacourt konnte seinen Charakter als Bauerndorf erhalten. In Ambacourt sind fünf Landwirtschaftsbetriebe ansässig (Milchwirtschaft, Rinder- und Pferdezucht).
Durch Ambacourt führt die Fernstraße D 55 von Mirecourt nach Charmes mit einem Anschluss an die autobahnähnliche RN 57 (Metz–Nancy–Épinal). Der nächste Bahnhof befindet sich in der nahen Kleinstadt Mirecourt an der Bahnstrecke Jarville-la-Malgrange–Mirecourt.

## Belege
1. ↑  Ambacourt auf vosges-archives.com (Memento vom 21. Februar 2016 im Internet Archive) (PDF-Datei, französisch; 93 kB)
2. ↑  Ambacourt auf cassini.ehess
3. ↑  Ambacourt auf INSEE
4. ↑  Landwirtschaftsbetriebe auf annuaire-mairie.fr (französisch)